# Green tambourine (single)
Green tambourine is een single van The Lemon Pipers. Het is afkomstig van hun debuutalbum met dezelfde titel. Het zou de enige grote hit van The Lemon Pipers blijven, de opvolger Rice is nice kwam nog wel in de hitlijsten, maar lang niet zo hoog meer. Voor Nederland bleef het de enige hit. Het plaatje verscheen zowel in mono als in stereo.
Het lied gaat over een straatartiest, die tegen een geringe vergoeding wel op zijn groene tamboerijn wil spelen. De muziek is enigszins psychedelisch van klank. Dit wordt veroorzaakt door het gebruik van een elektrische sitar en toepassing van delay toen nog gewoon met echo aangeduid.
Het nummer is een aantal keren gecoverd. De bekendste muziekgroep daarin is Status Quo. Zij namen het op voor hun debuutalbum Picturesque Matchstickable Messages from the Status Quo. Andere uitvoeringen zijn afkomstig van onder meer Lawrence Welk, Peppermint Rainbow en Tripping Daisy.

## Hitnotering
Green tambourine stond dertien weken genoteerd in de Amerikaanse Billboard Hot 100 en stond een week nummer 1. In de Britse Single top 50 stond het elf weken genoteerd met als hoogste plaats nummer 7.

### Nederlandse Top 40
Het plaatje zou gezien haar drie weken nummer 1-positie in de tipparade alarmschijf zijn geweest. Dat fenomeen werd echter pas in 1969 als zodanig benoemd.
| Positie: | 22 | 11 | 9 | 9 | 11 | 22 | 30 | uit |

### NederlandseDaverende 30
| Positie: | 17 | 9 | 10 | 10 | 14 | 15 | uit |

### NPO Radio 2 Top 2000
Green tambourine stond alleen in 2000 in de NPO Radio 2 Top 2000, op plek 1885.